# Людвинівська сільська рада (Овруцький район)
Людвинівська сільська рада — колишня адміністративно-територіальна одиниця та орган місцевого самоврядування у Овруцькому районі Коростенської і Волинської округ, Київської й Житомирської областей Української РСР з адміністративним центром у селі Людвинівка.

## Населені пункти
Сільській раді на час ліквідації були підпорядковані населені пункти:
- с. Людвинівка
- х. Бірківський

## Історія та адміністративний устрій
Створена 21 жовтня 1925 року, в складі с. Людвинівка та хутора Бірковський Руднє-Мечненської (за іншими даними — Виступовицької) сільської ради Овруцького району Коростенської округи.
Станом на 1 вересня 1946 року в переліку сільських рад не значиться. На 1946 рік с. Людвинівка числиться в підпорядкуванні Виступовицької сільської ради, х. Бірківський — Руднянської сільської ради Овруцького району Житомирської області.